# De forenede Automobilfabriker

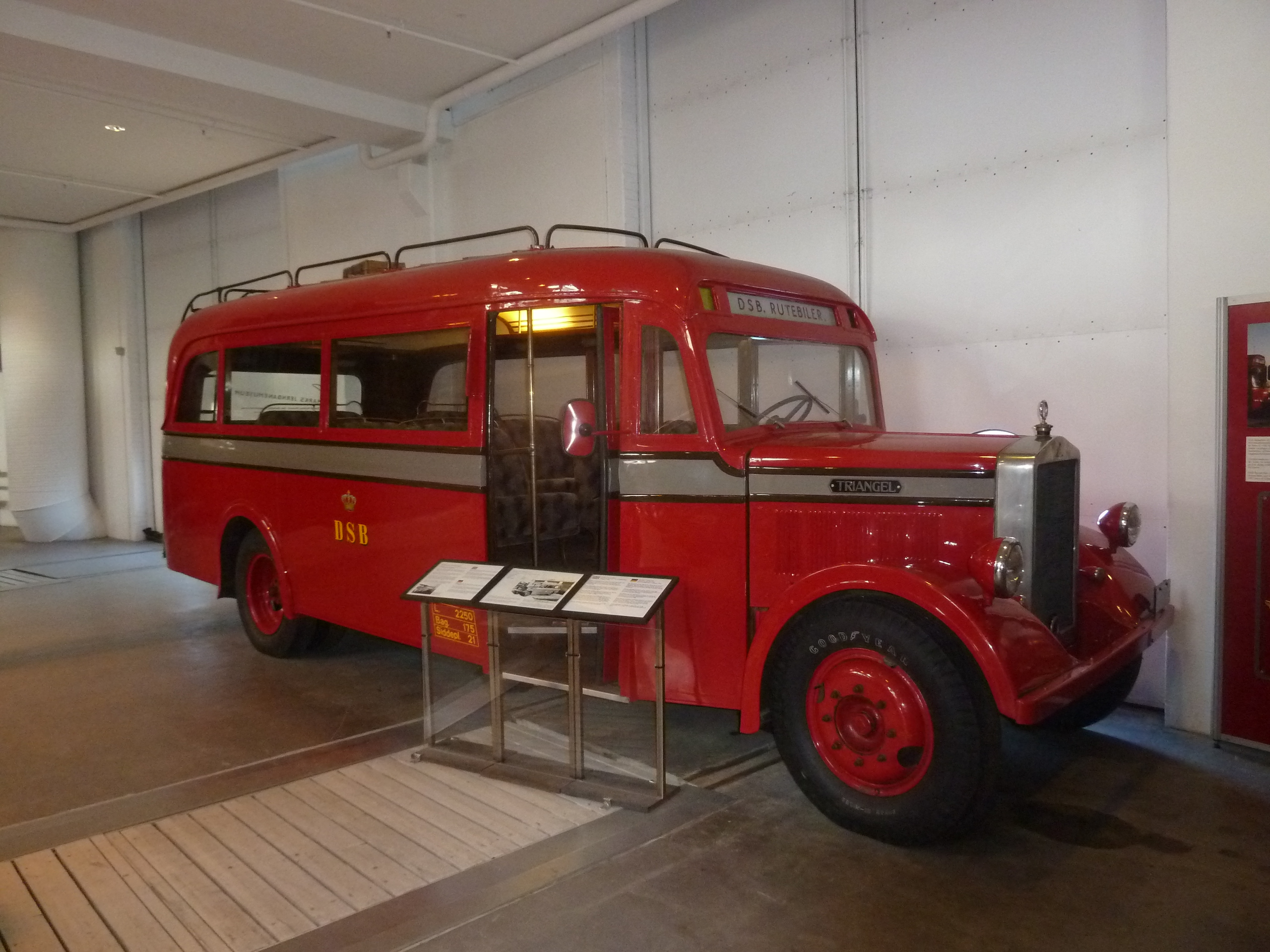
Triangel-Bus im Dänischen Eisenbahnmuseum Odense

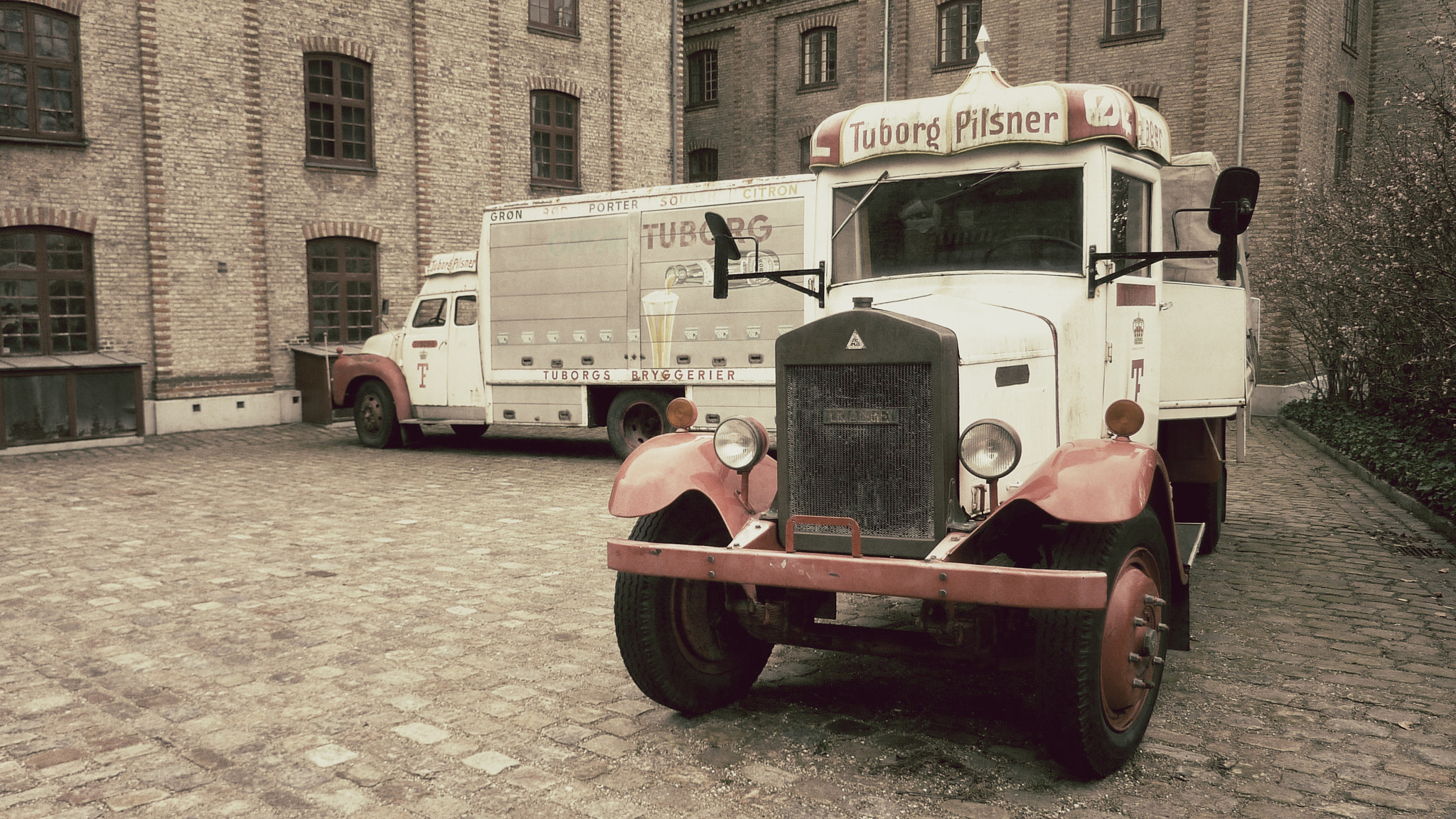
Lkw der Marke Triangel

De forenede Automobilfabriker A/S war ein dänischer Hersteller von Kraftfahrzeugen und Triebwagen.

## Unternehmensgeschichte
1918 schlossen sich Anglo-Dane, Jan und Thrige zu dem neuen Unternehmen zusammen. Der Unternehmenssitz war in Odense. Die Produktion von Nutzfahrzeugen von Thrige wurde fortgesetzt. Einige wenige Pkw entstanden. Der Markenname lautete Triangel. 1927 endete die Pkw-Produktion und 1950 die Nutzfahrzeugproduktion. Außerdem importierte und verkaufte das Unternehmen Fahrzeuge von Austin Motor Company, Fiat, FN und Studebaker Corporation.

## Fahrzeuge

### Pkw
Ein Tourenwagen mit vier Sitzen aus dem Jahr 1927 ist überliefert. Außerdem nahm 1927 ein sechssitziger Tourenwagen, der auf dem Fahrgestell eines Omnibusses basierte, an der Fernfahrt von Rom nach Kopenhagen teil. Er trug das dänische Kennzeichen M 7511.

### Nutzfahrzeuge
Im Angebot standen Lastkraftwagen und Busse. Die ersten Modelle hatten Motoren von Leyland Motors. Die Lastwagen hatten Nutzlasten von 2 Tonnen bis 5 Tonnen. 1930 wurden Modelle in Frontlenkerbauweise eingeführt. Ab 1936 war ein Dieselmotor von Hercules verfügbar. 1949 erschien ein letztes Modell mit 5,3 Tonnen Nutzlast.

### Triebfahrzeuge

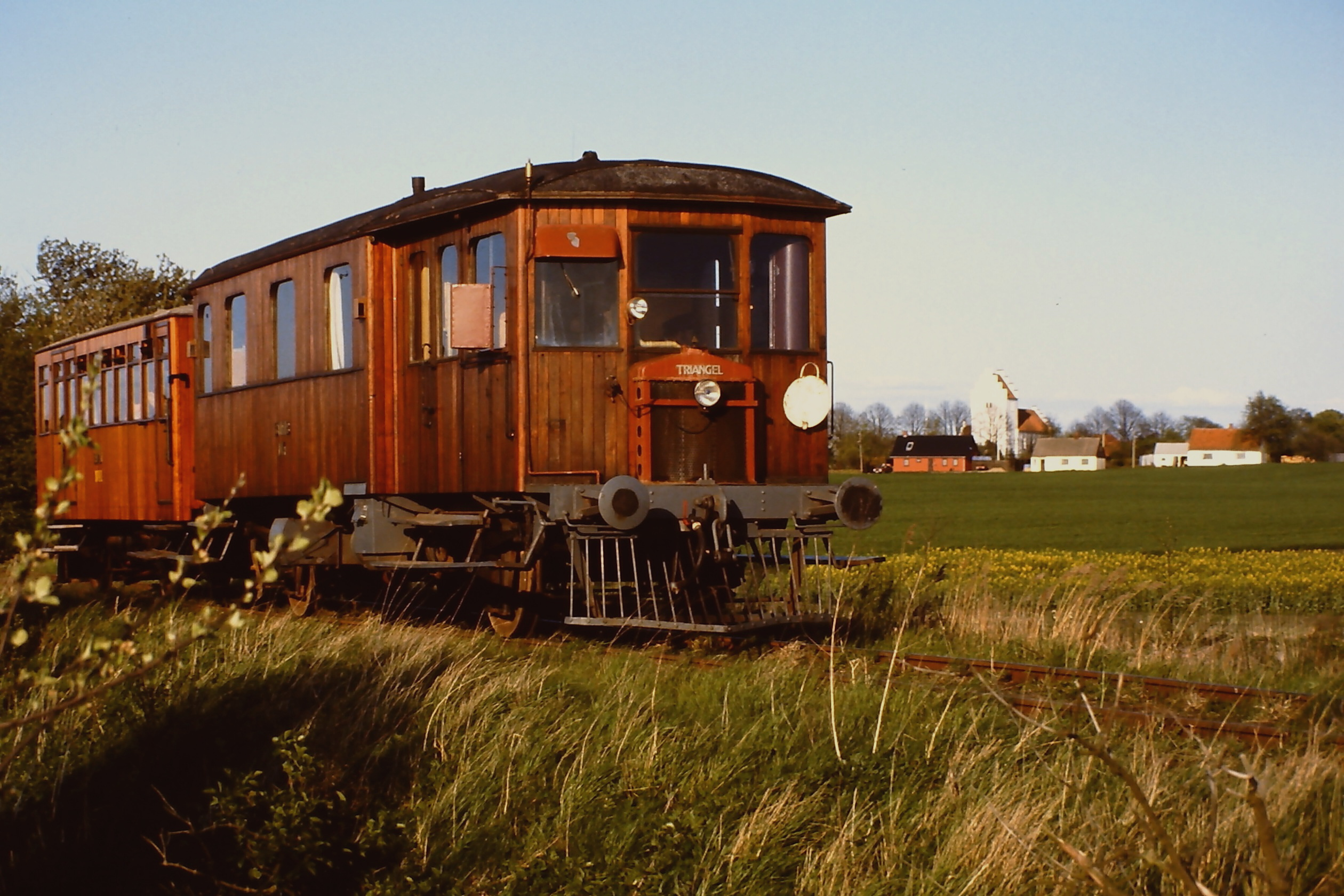
Triangel-Triebwagen

Für den Bahnbereich stellte die Firma unter dem Namen Triangel Triebwagen her. Nach Probefahrten 1921/22 wurden 1923 die ersten serienmäßigen Benzintriebwagen an Privatbahnen ausgeliefert. Ab 1925 wurde die Danske Statsbaner mit den Serienfahrzeugen der Baureihe MA beliefert, weitere Fahrzeuge folgten.